# Ballybay
Ballybay (irl. Béal Átha Beithe) – miasto w hrabstwie Monaghan w prowincji Ulster w Irlandii, położone przy granicy z Irlandią Północną. W 2011 roku liczba mieszkańców wynosiła 1826 osób.